# Basilique Notre-Dame de Verdelais
Pour les articles homonymes, voir Basilique Notre-Dame et Notre-Dame.
La basilique Notre-Dame de Verdelais, est une basilique mineure catholique du XVIIe siècle sis au cœur de Verdelais, petite commune de la Gironde (France). Une chapelle construite au XIe siècle pour abriter une statue de la Vierge Marie rapportée de Terre sainte devient lieu de pèlerinage marial et est plusieurs fois reconstruite. Toujours lieu de pèlerinage populaire des catholiques de Nouvelle-Aquitaine l'église fut élevée au rang de basilique mineure le 31 juillet 1924 par le pape Pie XI. Elle fait l'objet d'une inscription au titre des monuments historiques depuis le 31 mars 2000.

## Histoire

### Construction et premières dévotions
En 1099, Géraud de Graves, alors seigneur de Saint-Macaire, revient de la Première Croisade avec une statue d'une Vierge à l'Enfant sculptée pour laquelle il fait construire, à la suite d'un vœu, un oratoire dans la forêt du Luc. Après sa mort, il lègue ce site aux Grandmontains, un ordre monastique catholique. Ceux-ci érigent, à cet emplacement, une chapelle pour y vénérer la Vierge.
En 1185, un jeune homme, aveugle de naissance, guérit miraculeusement. Dès cet instant, d'autres guérisons se réalisent et la chapelle devient alors un lieu de pèlerinage de plus en plus fréquenté incitant alors les moines à construire une église plus importante ainsi qu'un monastère.

### Guerre de Cent Ans et recouvrement de la statue
Vers la fin du XIIIe siècle, pendant la guerre de Cent Ans, la basilique est pillée par les Anglais et la statue de la Vierge est volée.
Un siècle plus tard, en 1390 une statue est retrouvée enfouie dans un caveau. Selon la légende, elle aurait été retrouvée par la comtesse Isabelle de Foix-Castelbon, épouse d'Archambaud de Grailly, sous le « pas de sa mule » alors qu'elle se rendait à son château. La nouvelle statue fut alors replacée dans une chapelle et les pèlerins affluèrent à nouveau.

### Guerres de Religion et reconstruction

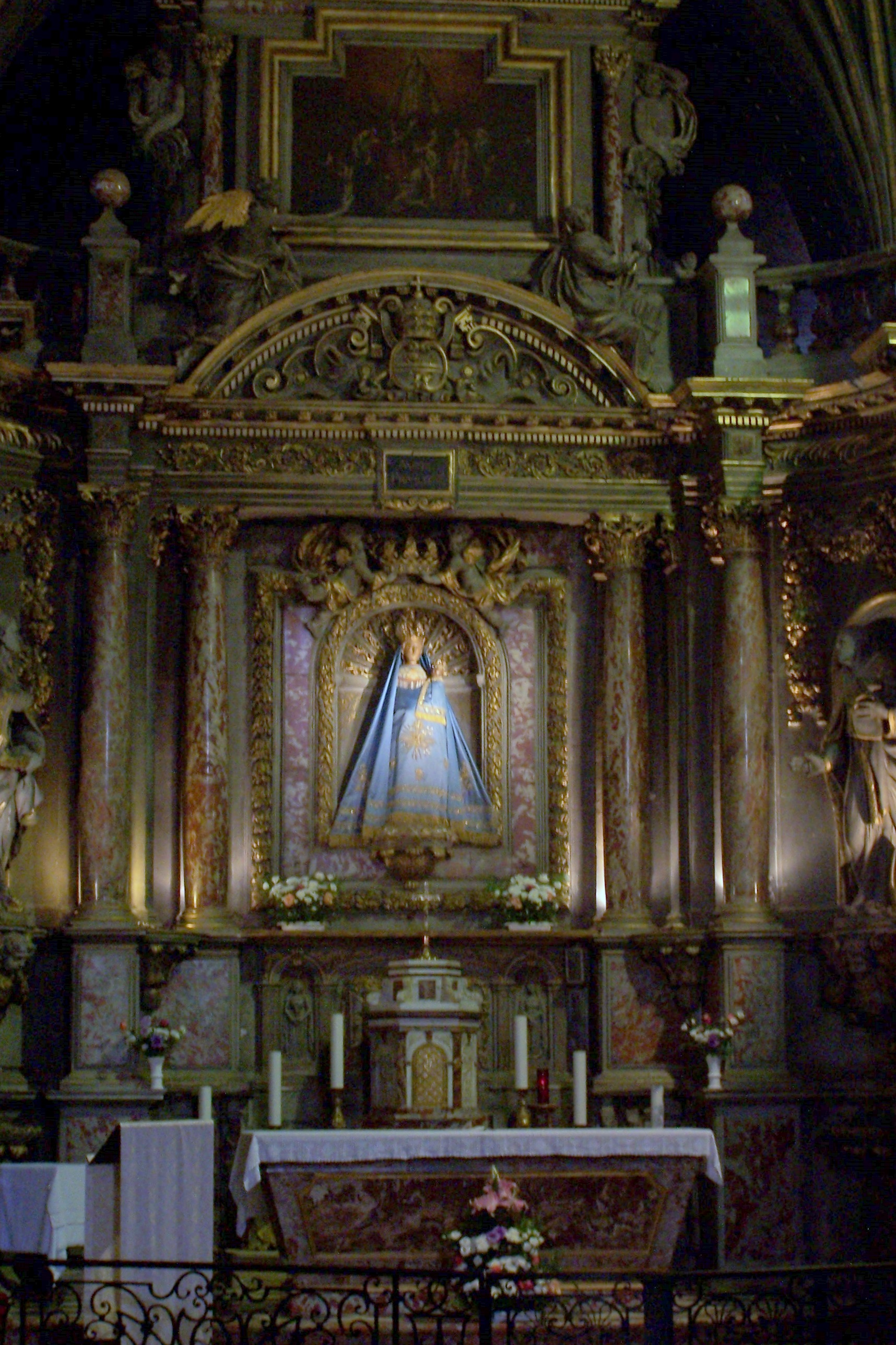
Statue de la Vierge à l'Enfant derrière le maître-autel.

En 1558, les guerres de Religion font rage et la chapelle est à nouveau mise à sac et incendiée. La statue est alors récupérée intacte du brasier et les habitants de Verdelais décident alors de la cacher pour la protéger. Ils la mettent à l'abri dans le tronc d'un arbre d'où elle sortira en 1605. Quatre ans plus tard, le 28 mars 1609, le cardinal François d'Escoubleau de Sourdis, archevêque de Bordeaux, visite la région. À la suite de la demande insistante des habitants, il envisage de faire restaurer l'église.
Le 30 août 1627, les moines Célestins obtiennent la responsabilité du sanctuaire par un contrat établi avec le diocèse. Ils reconstruisent et agrandissent l'église, la sacristie ainsi que le cloître et font d'un des bâtiments attenant leur monastère. Verdelais devient dès lors un sanctuaire important où les pèlerins viennent en nombre. Le chantier se terminera en 1666 sous l'épiscopat de Mgr Henri de Béthune.
Le 30 septembre 1778, le pape Pie VI prononce la dissolution de l'ordre des Célestins et la suppression du couvent. Un mois plus tard, les moines quittent Verdelais excepté un, le père Ricard, qui y reste pour desservir l'église jusqu'à sa mort. La responsabilité du sanctuaire est alors confiée à M. Dasvin de Boismarin, receveur des décimes du biens du clergé.

### Révolution française
Peu après, lors des troubles liés à la Révolution française, l'église et le couvent sont dépouillés par ordre de l'administration civile du district de Cadillac. L'ensemble des biens du clergé sont ainsi vendus aux enchères, excepté l'église.
Durant la Terreur, l'histoire raconte que le maire iconoclaste et l'ensemble du conseil municipal demandent au sacristain, Jean Michel, que la statue soit abattue. Il s'y oppose en déclarant : « Je craindrais que Dieu m'écrasât dans le moment même ! Et d'ailleurs, j'aime mieux obéir à Dieu qu'aux hommes ! ». Le maire ordonne alors à un maçon, ancien soldat, de s'en charger mais ce dernier refuse également déclarant : « Et moi je te dis, fais-le toi-même, citoyen maire, et montre si tu l'oses ! Pour moi, jamais ! ». Le maire, tente de s'en charger mais n'y arrive pas et chute en escaladant le maître-autel. Il fait alors fermer les portes de l'église et en interdit l'accès.

### DuXIXesiècleà aujourd’hui

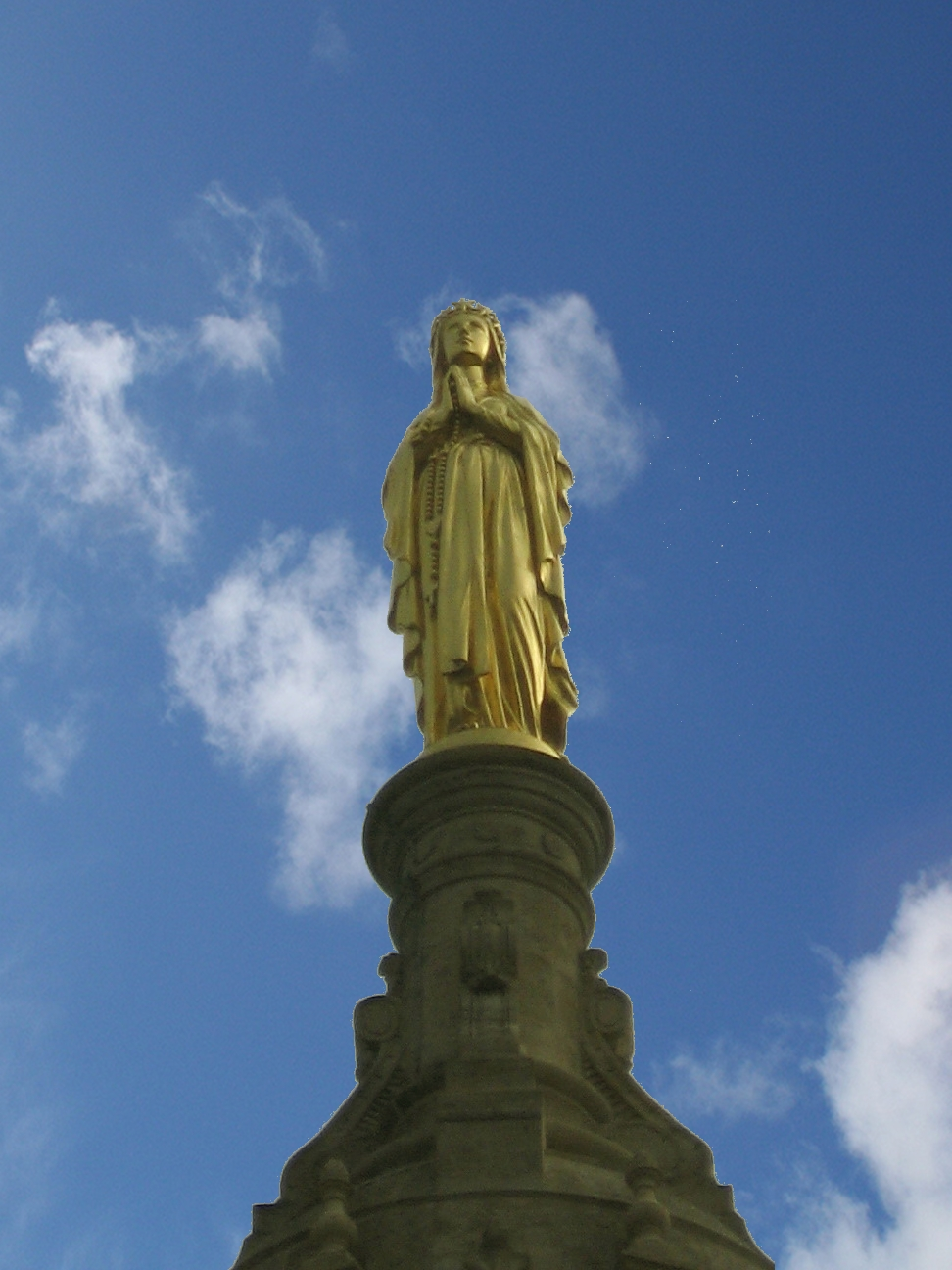
Statue de la Vierge, placée au sommet du clocher de la basilique.

Le 21 août 1821, Mgr Charles François d'Aviau du Bois de Sanzay, rachète le couvent et le cloître pour en faire une maison de retraite pour les prêtres infirmes du diocèse puis confie en 1838 la gestion du lieu aux Pères maristes. Ces derniers, grâce à l'aide des diocèses de Bordeaux et d'Agen, font construire un important clocher et agrandissent l'église et les dépendances. Ils mettent aussi en place un calvaire de trois grandes croix, avec deux chapelles de la Sainte-Agonie et du Saint-Sépulcre et les quatorze stations du Chemin de croix. Quelques années plus tard, Verdelais redevient un important lieu de pèlerinage et le 2 juillet 1856, pendant une importante cérémonie rassemblant des milliers de fidèles, la statue de la Vierge est couronnée. Cette cérémonie est présidée par le cardinal Ferdinand-François-Auguste Donnet, entouré de huit évêques.
Le 31 juillet 1924, l'église est élevée au rang de basilique mineure lors d'une grande cérémonie présidée par le cardinal Pierre Paulin Andrieu.

## Architecture
La première église, élevée au XIIe siècle, était de style roman. Elle se composait d’une nef unique avec des voûtes en berceau. Cependant, la basilique telle que nous la connaissons aujourd'hui, est plutôt récente. Elle a été construite au XVIIe siècle par les Célestins, qui y ont ajouté un transept et l'ont agrandie. L'ensemble de l'édifice est de style Renaissance et le retable est de style baroque. Au sommet du clocher, réalisé par l'architecte Duphot, on peut voir une imposante statue de la Vierge Marie. Cette statue de 3,75 mètres, réalisée par Thomas-Joseph Armand-Calliat, respectivement sculpteur et orfèvre, est en cuivre et recouvert d'une pellicule d'or.
De nombreux ex-voto tels que plaques de marbre gravés ou objets divers ont été déposés en signe de remerciement des miracles opérés. Les vitraux du chœur de l'église illustrent des scènes liées à l'histoire du sanctuaire.
|                             | Dimension (mètres) |
| Longueur totale             | 44.40              |
| Longueur (sans le porche)   | 30.00              |
| Largeur totale de l’édifice | 21.20              |
| Hauteur de la nef centrale  | 11.00              |
| Largeur des bas-côtés       | 5.70               |
| Hauteur des bas-côtés       | 6.00               |

### Le retable
Le retable de la basilique a été réalisée pendant la période de la Contre-Réforme. Il a été réalisé dans le style baroque, en marbre de Caunes-Minervois par les Célestins. Le maître-autel est, dans son ensemble, blanc et or. Au-dessus de ce dernier, se tient une scène de l'Annonciation faite à Marie et, surplombant le tout, un tableau de la Vierge Consolatrice des Affligés. De part et d'autre de la statue de Notre-Dame, se trouvent les statues de saint Benoît de Nursie, et de saint Célestin V, pape et fondateur de l'ordre monastique des Célestins.